# Cophixalus tomaiodactylus
Espèce
Cophixalus tomaiodactylus est une espèce d'amphibiens de la famille des Microhylidae.

## Répartition
Cette espèce est endémique de la province de Morobe en Papouasie-Nouvelle-Guinée. Elle n'est connue que dans les monts Bowutu à environ 900 m d'altitude.

## Publication originale
- Kraus & Allison, 2009 : New species of Cophixalus (Anura: Microhylidae) from Papua New Guinea. Zootaxa, no 2128, p. 1-38.